# Uge Sangil
Eugenia Sangil Sánchez (La Palma, 1968), més coneguda com a Uge Sangil, és una educadora social i activista LGBTI espanyola. Des de 2018 és la presidenta de la Federació Estatal de Lesbianes, Gais, Trans i Bisexuals.
És educadora social i ha treballat en centres per a persones amb discapacitat física i psíquica. En l'activisme LGBTI ha participat en la fundació de l'associació LGTB Algaravia a Tenerife, organització que va arribar a presidir durant vuit anys.
La seva participació en la Federació Estatal de Lesbianes, Gais, Trans i Bisexuals va començar com a vocal d'Educació, sent responsable dels temes relacionats amb Educació i Laboral. En 2018 va ser triada presidenta de la FELGTB, substituint a Jesús Generelo.